# 한국엔지니어링플라스틱
한국엔지니어링플라스틱은 대한민국의 폴리 아세탈 수지 제조 회사이다. 1987년 3월 30일 효성의 동양 나일론과 일본의 MGC에서 50:50의 투자회사로 시작되었으며, 1999년 효성의 주식을 모두 인수한 Celanese에 의해 서양과 동양, Celanese, MGC 및 Mitsubishi Corporation의 협력하에 100% 외국인 투자 기업이 되었다. 주요 매출 품목은 Polyacetal Copolymer, PA6, PA66, PBT 등이다.
Polyacetal Copolymer, PA6, PA66, PBT 수지제품은 자동차, 전기, 전자, OA 기기 및 산업 기계와 같은 최첨단 제품의 엔지니어링 구조 부품 재료로 사용된다.

## 연혁
- 1987년: 한국엔지니어링플라스틱(주) 설립: 효성(50%), MGC(40%), MC(10%)
- 1999년: 효성의 지분을 화학 기업 Celanese에 양도 (Celanese(50%), MGC(40%), MC(10%))
- 2002년: EP(PA6, PA66, PBT)평택공장 준공, 생산능력 5,000톤/년 규모
- 2013년: POM 5차 증설 완료 ( 145천톤 /년 규모 )

## 참고 자료
- "기업현황정보”. 취업포털 커리어. 2017년 4월 20일에 확인함.
- "한국엔지니어링플라스틱" 웹사이트/회사 소개/연혁/2017's. 한국엔지니어링플라스틱. 2017년 4월 20일에 확인함.
- "플라스틱코리아" 폴리아세탈 호모폴리머 KEPITAL H100 소개 [깨진 링크(과거 내용 찾기)].